# Rexkaninchen
Als Rexkaninchen wird eine Gruppe kurzhaariger Kaninchenrassen bezeichnet.

## Eigenschaften
Die Haare der Rexkaninchen sind mit einer Länge von 17 bis 20 mm deutlich kürzer als das der Normalhaarkaninchen. Sie stehen senkrecht vom Körper weg; die Grannenhaare, die in gleicher Zahl wie beim Normalhaarkaninchen vorhanden sind, überragen im Gegensatz zum Normalhaarkaninchen die Unterwolle nicht oder nur wenig. Die Grannenhaare sind unregelmäßig entwickelt und zeigen Einschnürungen, Verdickungen und Kräuselungen. Die Schnurr- und Spürhaare sowie die Wimpern der Rexkaninchen sind um die Hälfte verkürzt und verbogen. Das gänzliche Fehlen der Spürhaare ist ein schwerer Fehler und führt auf Ausstellungen zum Ausschluss von der Bewertung.
Durch das kurze Haar bekommt das Fell der Rexkaninchen eine samtartige Struktur, die an ein Maulwurfsfell erinnert. Da sich bei allen Rexrassen mit Wildfarbigkeitsfaktor die Farbzonen des Haares entsprechend verkürzen, wirkt die Farbe häufig anders als bei den Normalhaarrassen; insbesondere die durch die Grannenhaare bestimmte flockige Deckfarbe erscheint eher als gleichmäßiger, dunkler Schleier.
Rexkaninchen (außer Rexzwerge) haben ein Höchstgewicht von 4,5 kg. Das Mindestgewicht variiert je nach Farbenschlag zwischen 2,375 kg und 2,5 kg; das Normalgewicht beträgt farbabhängig 3 kg oder 3,5 kg. Der Körperbau ist leicht gestreckt und walzenförmig, dabei vorne und hinten gleich breit. Hals und Nacken erscheinen nur angedeutet, der Kopf ist länglich bei trotzdem breiter Stirn und Schnauze. Durch das kurze Fell wirken Rexkaninchen schlanker als Normalhaarrassen; insbesondere der sonst im Fell verborgene Hals wird deutlicher sichtbar.
Rexkaninchen sind heute in verschiedenen Größen und Farbenschlägen zugelassen. Sie bilden in der Systematik der Kaninchenrassen, wie sie vom Zentralverband Deutscher Rasse-Kaninchenzüchter verwendet wird, die Abteilung VI – Kurzhaarrassen. Da die Kombination einer bestimmten Farbe oder Zeichnung mit dem Rexfell züchterisch weitgehend unproblematisch ist, können prinzipiell alle beim Normalhaar vorhandenen Farben und Zeichnungen auf Rexkaninchen übertragen werden. Solche Kombinationen werden regelmäßig als Neuzüchtungen auf größeren Schauen vorgestellt.

## Rex-Kaninchenrassen

### Mittelgroße Kurzhaarkaninchen
Gewicht 3,5 bis 4,5 kg (Schweiz: 4 bis 4,7 kg)
Chin-Rex
Farbe entsprechend den Chinchillakaninchen.
Blau-Rex
Farbe entsprechend den Blauen Wiener.
Weiß-Rexe
Reinweißes Fell, sowohl der albinotische Farbenschlag mit roten Augen (analog dem Weißen Neuseeländer) als auch der leuzistische Farbenschlag mit blauen Augen analog dem Weißen Wiener sind zugelassen.
Dreifarben-Schecken-Rex
Farbe entsprechend den Rheinischen Schecken.
Dalmatiner-Scheckenrex

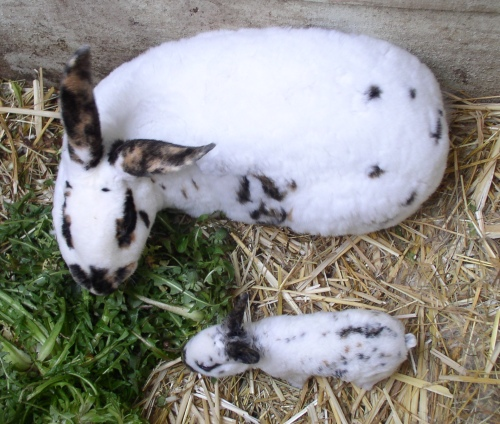
Dalmatiner-Rex

Eine Punktscheckenrasse, ein normalhaariges Pendant dieser Rasse besteht nicht, der Dalmatiner-Rex soll das Zeichnungsbild der Hunderasse Dalmatiner, d. h. viele kleine, runde Farbflecken verteilt auf weißer Grundfarbe mit mindestens 3 Punkten auf jeder Körperseite zeigen.
In der Schweiz sind als Zeichnungsfarben schwarz, blau und havanna anerkannt.
Gelb-Rex
Der Gelb-Rex zeigt die rote Farbe des Roten Neuseeländers und des Sachsengold.
Castor-Rex

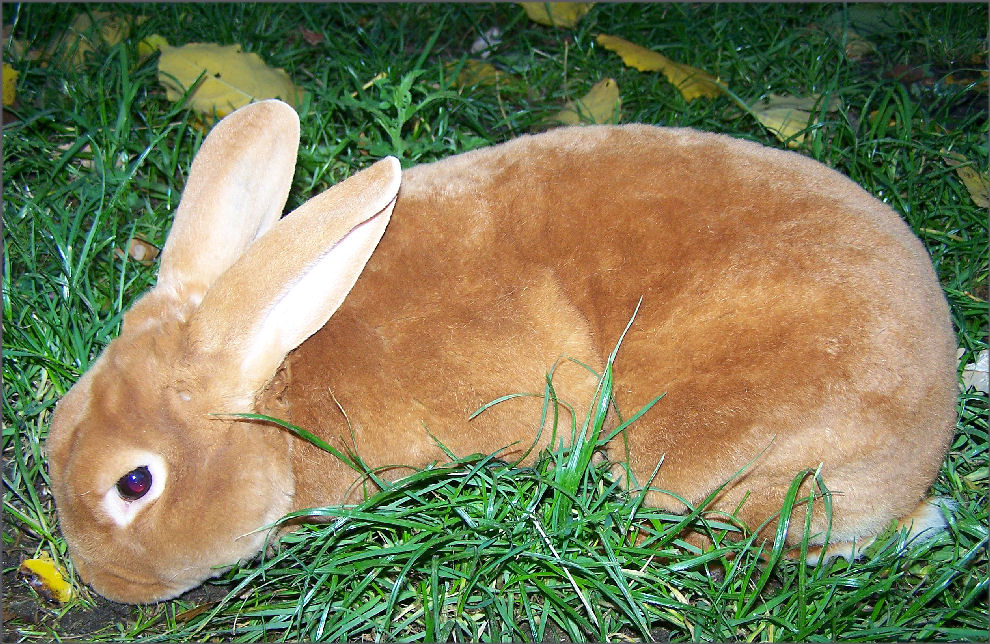
Gelb – Rex

Der Castor-Rex (Deutsch Biber-König) ist die ursprüngliche Rasse der Kurzhaarkaninchen (s. auch Geschichte der Rasse). Sein Fell wird biberfarbig genannt, genetisch entspricht es der Farbe des Hasenkaninchens, es ist ein wildfarbiges Fell mit zusätzlichen Gelbverstärkern.
Schwarz-Rex
Schwarzes Fell, entsprechend dem Alaskakaninchen oder dem Schwarzen Wiener.
Havanna-Rex
Dunkelschokoladenbraunes Fell mit rötlichem Auge, entsprechend der Farbe des Havannakaninchens.
Blaugrauer Rex
Blaugraues Fell, d. h. blauwildfarbiges Fell, entsprechend dem der Blaugrauen Wiener und des Perlfeh.
Mauve-Rex
Pastellfarbige, hellblaue Farbe mit bräunlichem Schleier, entsprechend den Marburger Feh.
Japaner-Rex
Analog dem Japanerkaninchen schachbrettähnliche Verteilung gelber und schwarzer Farbfelder. Im BDK (Bund Deutscher Kaninchenzüchter) auch im „geblümten“ Farbbild zugelassen.

### Kleine Kurzhaarkaninchen
(Gewicht 3,00-4,50 kg)
Feh-Rex

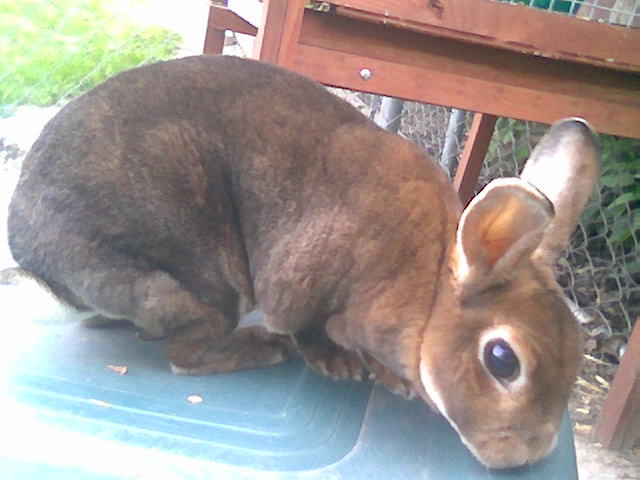
Jungtier Castor – Rex

Zartgetöntes helles blau mit leichtem bläulichen Schleier, die Fellfarbe entspricht der des Marburger Feh.
Lux-Rex
Rotbraune Deckfarbe mit fehfarbigem Schleier, die Farbe entspricht der der Luxkaninchen.
Loh-Rex
Die Lohrexe zeigen die Zeichnung der Lohkaninchen, wie diese sind sie in den Farbenschlägen Schwarzloh, Braunloh und Blauloh zugelassen.
Marder-Rex:
Die Marder-Rexe zeigen die Zeichnung und Farbe der Marderkaninchen in der Farbschlägen Braun und Blau, wie bei diesen entspricht nur die Zeichnung der spalterbigen Typenmarder dem Ziel des Standards. Die Deckfarbe ist ein lichtes Blau bzw. Braun, an den Seiten und Flanken ist die Farbe etwas heller, an Hinterschenkeln und Schultern etwas dunkler. Backen, Brust und Bauch sind hellbraun bzw.-blau. Über den Rücken zieht sich ein dunkler, breiter, seitlich nicht scharf abgegrenzter Streifen, die dunkle Gesichtsmaske ist ebenfalls nicht scharf abgegrenzt und erstreckt sich bis etwa in Höhe der Augen. Ohren, Läufe, Blume und Augeneinfassung sind ebenfalls dunkel.
Russen-Rex
Der Russenrex zeigt die Zeichnung des Russenkaninchens. Das Tier ist rein weiß mit roten Augen. Ohren, Schnauze, Läufe und Blume sind dunkel gefärbt. Russenrexe sind als blauer und als schwarzer Farbenschlag zugelassen.
Rhönrexe
Rhönrexe zeigen das Zeichnungsbild des Rhönkaninchens, eine Mischung aus weißer Grundfarbe und grauen Tupfen in unregelmäßiger Verteilung, die in der Farbe einem Birkenstamm ähnelt.

### Kleinrex-Kaninchen
Das Kleinrex-Kaninchen ist eine neue Rasse in Europa. Erst im Jahr 2004 kamen die ersten 15 Tiere dieser US-Rasse nach Europa und wurden bereits im Januar 2007 in Österreich als Neurasse anerkannt. Die Tiere bringen, neben den bekannten Farben, eine große Palette an neuen Farben mit.
In Größe und Gewicht liegt das Kleinrex zwischen den kleineren Standard Rex Varianten und dem Zwergrex. Optisch sind die Tiere eher den kleineren Rexen ähnlich als dem verzwergten Tier. Nach dem österreichischen Standard sollte zwischen 2 kg und 2,5 kg liegen (gültig für alle EE Länder). In Österreich wurde 2010 das Kleinrex in allen Farben dem großen Rexkaninchen (Standardrex) gleichgestellt. Das Gewicht laut deutschem „Arbeitsstandard“ beträgt 1,7 bis 2,6 kg, als Idealgewicht 2,0 kg.
Klein Rexe stehen im Anerkennungsverfahren in der Schweiz und in Deutschland im BDK. Im Zentralverband deutscher Rassekaninchenzüchter (ZDRK) sind folgende Klein-Rex-Farbschläge als Neuzüchtungen im Anerkennungsverfahren: lux (02/2013), blau (02/2014), castor (10/2014), dalmatiner schwarz-weiß (2015), schwarz (2015), weiß Rotauge (2015), mantelgescheckt schwarz-gelb-weiß – auch Königsmantelschecke genannt (06/2016), Dalmatiner schwarz-gelb-weiß (06/2016).
Weitere Länder, in denen die Rasse zugelassen ist, sind Australien, Dänemark (ab 10/2010), Finnland (ab 01/2011), Großbritannien, Luxemburg, Neuseeland, Norwegen (ab 10/2010), Schweden (ab 01/2011), Ungarn.
Mit über 2.000.000 Tieren international ist das Klein Rex Kaninchen (engl. Mini Rex bzw. US Mini Rex) heute die beliebteste Kaninchenrasse der Welt.

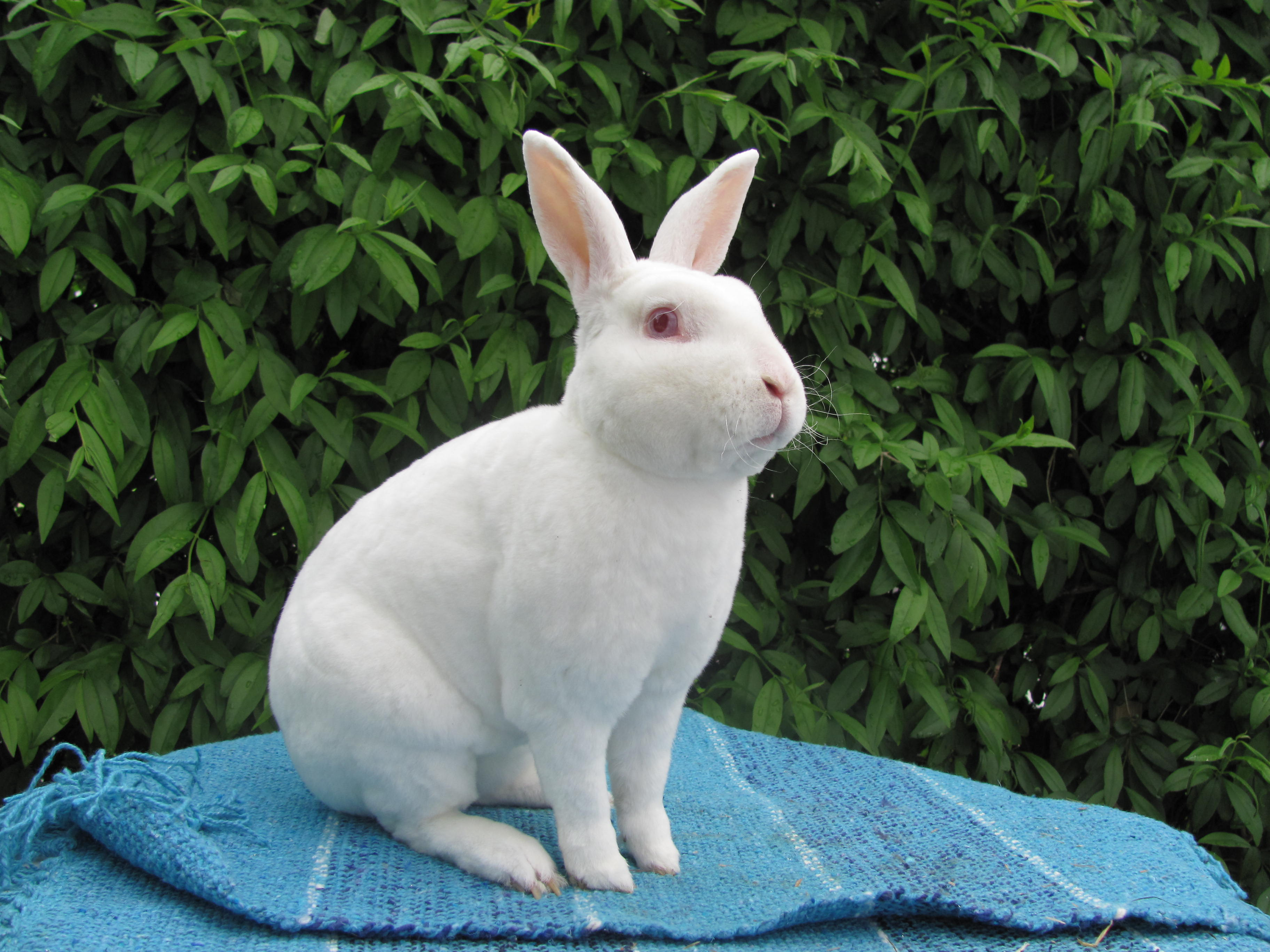
Kleinrex Rammler weiß Rotauge

Als weiterer Typ der Kleinrex-Kaninchen wird derzeit in den USA eine neue Rasse herausgezüchtet: Das Velveteen Lop. Diese Rasse ist eine Kombination aus Kleinrex und Englischen Widdern. Das Gewicht beträgt 2,25 kg bis 3 kg, als ideal wird 2,6 kg angegeben. Die Ohrenlänge (Spannweite) soll mindestens 35,6 cm, die Ohrenbreite 1/4 der Länge betragen. Nachdem mehrere Anläufe auf Zulassung gescheitert waren, wurde die Rasse im Jahr 2008 zur Neuzüchtung offiziell zugelassen.

### Rexzwerge
(Gewicht 1,3 -1,4 kg).
Rexzwerge entsprechen im Typ dem Hermelinkaninchen und den Farbenzwergen.
Rexzwerge sind in den bei den größeren Rexkaninchen anerkannten Farbenschlägen zugelassen.

### Rexzwergwidder
(Gewicht 1,2 kg – 2,25 kg).
Rexzwergwidder entsprechen im Typ dem Zwergwidder. Die Rasse ist in Deutschland noch nicht anerkannt, es ist jedoch die erste Präsentation beim BDK für die BLS im Oktober 2010 vorgesehen. Rexzwergwidder sind seit 2005 in Frankreich und Kanada anerkannt.

## Geschichte
Die ersten Rexkaninchen wurden 1919 von dem französischen Bauern Caillon in Coulongé Departement Sartre in zwei aufeinander folgenden Würfen von Schlachtkaninchen gefunden (Sandford schreibt von einer normalen grauen Häsin, was mit der Wildfarbigkeit des Castor-Rex gut übereinstimmt). Caillon zeigte die Tiere dem ebenfalls Kaninchen haltenden Dorfpfarrer Gillet, der die Tiere, einen Rammler und eine Häsin übernahm (Nach Sandford erhielt Gillet Nachzuchttiere der ursprünglichen beiden Tiere).
Die Nachkommenschaft dieser Tiere bestand wiederum nur aus kurzhaarigen Kaninchen, allerdings war die Sterblichkeit sehr hoch, so dass Gillet normalhaarige Tiere einkreuzen musste. Sandford berichtet davon, dass die Länge des Grannenhaars in den ersten Generationen noch stark variierte. Neben Tieren, deren Grannenhaar die Unterwolle kaum überragte, gab es solche, deren Grannenhaar fast die normalhaariger Kaninchen erreichte.
Joppich schreibt, dass in der Gegend bereits früher kurzhaarige Kaninchen aufgetreten sein sollen, jedoch keine weitere Beachtung fanden. Im Hinblick auf die Genetik des Rexkaninchens scheint das plausibel, müssen doch die von Caillon eingesetzten Elterntiere beide den Rexfaktor rezessiv besessen haben.
Gillet stellte seine Tiere als Castor-Rex (Biber-König) 1924 erstmal aus, der Name der Rasse wurde gewählt, weil die Farbe der Tiere der des Bibers gleichen und die neue Fellstruktur die Rasse zum König der Kaninchen machen sollte. Die Verdrängung der übrigen Rassen durch das Rexkaninchen wurde erwartet. In Frankreich übernahm Prof. Kohler, damals 1. Vorsitzender des Syndikates der Kleintierzüchtervereine Elsass-Lothringens und Besitzer einer Kleintierfarm in Thumenau im Elsass Rexkaninchen, aus denen er im Verlauf der Zeit weitere Farbenschläge züchtete. Von Kohler übernahm Hans Nachtsheim 1925 einen Rammler. Gleichzeitig verbreiteten sich die Rexkaninchen in weitere Länder (Einfuhr nach Großbritannien 1927, Anerkennung als Rasse in den Niederlanden 1927). Es setzen um die neue Rasse alsbald wilde Spekulationen ein, für die Tiere wurden exorbitante Preise gezahlt, Dorn schreibt von 1000 Mark für ein einzelnes Tier, Joppich vom Gegenwert „einer guten Milchkuh“. Diese Spekulationsblase führte dazu, dass auch minderwertige und für Krankheiten anfällige Tiere vermehrt wurden, worunter die Rexzucht noch einige Zeit litt. Nach dem unausweichlichen Platzen der Spekulationsblase verblieben nur ernsthafte Züchter bei der Rasse. In Deutschland wurden die Rexkaninchen zeitweise (bis 1953) als Kurzhaarkaninchen bezeichnet, danach kehrte man zur international üblichen Bezeichnung Rex zurück.
Die Rexzwerge oder Zwergrexe entstanden fast 50 Jahre nach dem Auftreten der ersten Rexkaninchen. 1967 begann der (West-)Berliner Züchter Johannes Freitag mit der Zucht von weißen Zwergrexen, zwei Jahre später begann Hans Pfützner aus Ettlingen mit der Zucht schwarzer, weißer und castorfarbiger Zwergrexe, die gemeinsam mit dalmatinerfarbigen Zwergrexen von Karl Erne aus Niefern 1974 vorgestellt wurden. Freitag stellte seine Tiere erstmals 1976 aus. Nach anfänglicher Ablehnung durch den Zentralverband Deutscher Kaninchenzüchter erfolgte 1980 die Anerkennung als Rasse. In der DDR hatten ähnliche Versuche stattgefunden, Zwergkaninchen mit Rexfell zu züchten; die Anerkennung als Rasse erfolgte hier ebenfalls 1980 mit den Bewertungsbestimmungen für Rassekaninchen in sozialistischen Ländern.
Laut Joppich wurden bereits auf der Siegerschau 1965 in Dresden Hermelinrexe gezeigt.
Während Zwergrexe noch recht selten sind, sind die größeren Rexkaninchen regelmäßig auf Ausstellungen zu sehen.

## Genetik des Rexfells
Es sind (mindestens) drei Genloci bekannt, die beim Kaninchen zur Kurzhaarigkeit (Rex-Fell) führen. Laut Literatur sind diese Tiere phänotypisch nicht zu unterscheiden, führen aber bei Kreuzung untereinander in der F1-Generation zu normalhaariger Nachkommenschaft. Die heute in Deutschland zu findenden Rexkaninchen gehören alle zum Castor-Rex-Typ (rex bzw. r1). Der Rexfaktor verhält sich rezessiv zum Normalhaarfell, auch eine Verpaarung mit Angora- oder Satinkaninchen führt in der F1-Generation zu normalhaarigen Tieren, da alle diese Veränderungen unterschiedlichen Genloci betreffen.

## Ähnliche Rassen
In der Vergangenheit traten zwei, eventuell auch drei, weitere Mutationen auf, die phänotypisch zum Rexfell führten.

### Deutsch-Kurzhaar
Kurz nach dem Auftreten der oben beschriebenen französischen Rex vom Castor-Rex-Typ traten in Lübeck bei einem Kaninchenhalter kurzhaarige Tiere in mehreren Würfen von Schlachtkaninchen auf, Joppich schreibt von einem wildgrauen Rammler und später einigen Albinos. Nachdem mit diesen Tieren einige nicht erfolgreiche Zuchtversuche angestellt wurden, gingen sie in den Besitz von Friedrich Joppich in Boberg bei Hamburg über, der die Tiere weiterzüchtete und eingehend mit dem französischen Rex verglich. Es zeigte sich, dass sich die Haarstruktur der deutschen Rexe insofern von den französischen unterschied, als die Haare der deutschen Kurzhaarkaninchen eine wellige und leicht gekräuselte Struktur aufwiesen, was dem Fell nach Joppich eine persianerähnliche Struktur verlieh, während die der französischen Rexe glatt sind. Kreuzungen der beiden Typen ergaben stets normalhaarige Nachkommenschaft, woraus geschlossen werden konnte, dass es sich um zwei verschiedene Mutationen handelte. Nachtsheim ordnete der Mutation der deutschen Kurzhaarkaninchen das Symbol dek (Normalhaar Dek) zu, das internationale Symbol dafür ist r2/R2. Joppich stellte die Nachkommenschaft der ihm übergebenen Tiere in mehreren Farben 1928 und 1929 unter dem Namen Wollrex aus. Später erfolgte die Umbenennung in Deutsch-Kurzhaar. Als Zuchtziel wurde eine wellige Kräuselung der Haare mit leichter Kräuselung der Haarspitzen vorgegeben. Die Rasse erreichte nie größere Bedeutung.
Aus den Deutsch-Kurzhaar gingen zwei weitere, ebenfalls wieder verschwundene Schläge hervor: 1930 wurden auf einer Schau in Leipzig die Deutschen Lockenrexe gezeigt, die aber keine Bedeutung erlangten. Weiterhin fiel in einem der Würfe der Deutsch-Kurzhaar bei Joppich ein Rammler, der dem Opossum-Kaninchen entsprach jedoch seine Fellstruktur nicht weitervererbte.

### Astrex oder Astrachan-Rex
Von 1932 bis 1934 wurde in Großbritannien ein dem Deutsch-Kurzhaar sehr ähnelnder Rextyp namens Astrarex oder Astrachanrex gezüchtet, der unter anderem auch 1936 in Leipzig ausgestellt war. Joppich beschreibt ihn nach dem Leipziger Tier als blau, laut Sandford war er in allen Farben zugelassen. Sandford schreibt 1996, dass diese Rasse in Großbritannien sehr selten, wenn nicht ausgestorben sei. Im welchen genetischem Verhältnis der Astrex zu den anderen Rextypen steht, ist nicht bekannt.
Vor wenigen Jahren ist eine als Astrex-Kaninchen bezeichnete Rasse in Kanada aufgetaucht.
Bei Kleinrex-Züchtern rund um Manchester (Großbritannien) bzw. in Österreich tauchten in den letzten Jahren immer wieder vereinzelt Astrex Kaninchen auf, welche alle auf die letzten Astrexlinien (auch auf die kanadischen Linien) zurückführbar sind.

### Normannenrex
1927 kam aus Frankreich ein weiterer Rex-Typ nach Deutschland, der Normannenrex oder Normannen-Kurzhaar. Tiere dieses Typs waren in Zuchten großer Russenkaninchen entstanden. Sie zeigten ebenfalls die Russenzeichnung. Joppich beschreibt sie als sowohl qualitativ als auch gesundheitlich der früher recht anfälligen Castor-Rex überlegen. Trotz dieser Überlegenheit konnten sie keine weitere Verbreitung finden und sind wahrscheinlich auch wieder verschwunden. Normannen-Kurzhaar ergaben sowohl mit Deutsch-Kurzhaar als auch mit Castor-Rex verpaart normalhaarige Nachkommenschaft, so dass ein dritter Mutationstyp vorliegt, der nach Nachtsheim mit nok (Normalhaar Nok), in der internationalen Symbolik mit r3/R3 bezeichnet wird.

### Opossumkaninchen
Das Opossum-Kaninchen wird sowohl von Joppich als auch von Sandford erwähnt. Ziel war es, das Possumfell (Fuchskusu) zu imitieren. Joppich gelang dies mit einem einzigen Rammler, der ihm 1928 aus einem Wurf Deutsch-Kurzhaar gefallen war. Das Tier wies senkrecht vom Körper abstehende, gekräuselte Haare auf, sein Fell erscheint auf der von Joppich gezeigten Abbildung eher halblang, soll jedoch, wie durch verkümmerte Spürhaare erkennbar war, die typischen Kennzeichen des Rex-Fells gezeigt haben. Eine Weiterzucht des Typs gelang nicht, obschon es Aufnahme in den bis 1935 gültigen Gemeinschaftsstandard von BDK und RBDK gemeinsam mit dem DPV (Deutscher Preisrichter Verband) gefunden hatte.
In England wurde von T. Leaver aus Kent 1924 ein ähnliches Possumkaninchen gezüchtet. Leaver, dessen Ziel es war, eine Rex-Variante des Chifox (eine heute ausgestorbene Rasse, die ein 6 cm langes Fell besessen haben soll) zu züchten, erhielt dabei die Opossumkaninchen. Später wurden noch so genannte „woollies“ (Langhaarige Tiere die in normalen Würfen fallen) der Silberrassen eingekreuzt, um eine Silberung zu erreichen. Das von Sandford beschriebene Opossumkaninchen hat ca. 25 mm langes Haar, das rechtwinklig vom Körper absteht, die Grannenhaare sind an den Spitzen pigmentlos und leicht gekräuselt. Der Entstehungsgeschichte der Rasse nach scheint es sich um eine Kombination eines der Rexfaktoren mit dem Langhaarfaktor zu handeln. Gegenüber dem „normalen“ (Castor-Rex) ist das Opossumfell rezessiv. Der Opossumrex ist offensichtlich heute auch Großbritannien sehr selten, eventuell auch ausgestorben.

### Satin-Rex
Der in Deutschland nicht bekannte Satin-Rex stellt eine Kombination des Rex- und des Satinfaktors in einer Kaninchenrasse dar. Die Rasse ist zumindest in Großbritannien anerkannt, dort aber offenbar auch sehr selten.
Als Variante der Zwergwidder werden Satinrexe in Deutschland von einigen meist nicht in den Zuchtverbänden organisierten Liebhabern gezüchtet. Satinzwergwidder sind bislang in keinem europäischen
Verband anerkannt. Sie gehören zu den „jungen Rassen“, für die der BDK im Oktober 2010 eine
erste Beurteilung auf seiner Bundesleistungsschau durchführen wird, um bei entsprechender Eignung ein Anerkennungsverfahren in Gang zu setzen.

## Zuchtbedingte Beeinträchtigungen
Rexkaninchen sind rasseübergreifend von verschiedenen zuchtbedingten Beeinträchtigungen betroffen, die zum Teil nach dem deutschen Tierschutzgesetz § 11b die Kriterien einer Qualzucht erfüllen. So besitzen viele Rexkaninchen, jedoch nicht alle, verkürzte, gekräuselte und/oder verbogene Tasthaare. Manchen Rexkaninchen fehlen sie sogar ganz. Für Kaninchen sind ihre Tasthaare zur Orientierung jedoch enorm wichtig. Sie nutzen sie als Abstandsmesser und um ihre direkte Umgebung zu erkunden. Sind die Tasthaare in irgendeiner Weise verformt, schränkt sie das in ihrer Funktion stark ein. Bei Katzen dagegen ist in Deutschland die Zucht verformter oder fehlender Tasthaare bereits ausdrücklich verboten, obgleich Kaninchen dadurch unter denselben Einschränkungen leiden wie Katzen.
In der Rassekaninchenzucht wird daher  konsequent darauf geachtet, dass ausreichend Spürhaare bei potentiellen Elterntieren vorhanden sind. Das Bewertungsinstrument, der sog. Rassekaninchenstandard zeigt  deutlich auf, dass Tiere ohne Spürhaare von der Bewertung auszuschließen und somit nicht zur Zucht einzusetzen sind. 
Darüber hinaus stellt ihr kurzes Fell für die Rexkaninchen v. a. in Außenhaltung ein Problem dar, da es keinen ausreichenden Witterungsschutz bietet. Bei Normalhaarrassen überragen Grannen- und Leithaare die Unterwolle ein Stück weit und bilden so eine wasserabweisende, wärmende Schicht, weshalb diese Rassen weitgehend wetterfest und kälteunempfindlich sind. Das Fell der Rexkaninchen, bei dem Deckhaar und Unterwolle gleich lang sind, kann sich jedoch bei Niederschlag mit Wasser vollsaugen, wodurch die Tiere gerade bei kälteren Außentemperaturen anfällig für Krankheiten und Unterkühlungen sind. Aufgrund dessen sollten sie nur draußen überwintert werden, wenn das Gehege überdacht ist, sie vor Niederschlag jeglicher Art geschützt sind und sie Rückzugsorte haben, um sich aufzuwärmen.
Wegen ihrer Fellstruktur, die auch die Fußsohlen betrifft, sind Rexkaninchen außerdem überproportional häufig von wunden Läufen, Geschwüren und Abszessen an den Fußsohlen betroffen (Pododermatitis ulcerosa). Diese können für die Kaninchen überaus schmerzhaft sein und sind in der Behandlung langwierig. Rexkaninchen sollten daher nur auf sehr weichem Untergrund gehalten werden, idealerweise auf Naturboden und weicher Einstreu, keinesfalls längere Zeit auf harten Bodenbelägen, Kies, Pellets usw., da die Fellstruktur an ihren Fußsohlen kein ausreichendes Polster bietet.